# Antambolo
Antambolo est une commune urbaine malgache, située dans la partie nord-est de la région d'Itasy.